# 珊瑚細螯寄居蟹
珊瑚細螯寄居蟹（学名：Clibanarius corallinus）为活額寄居蟹科細螯寄居蟹屬下的一个种。